# Cá chìa vôi mắt đơn
Cá chìa vôi mắt đơn (danh pháp hai phần: Corythoichthys ocellatus) là loài thuộc họ Cá chìa vôi. Cá chìa vôi mắt đơn có thân dài 10 cm, phân bố ở 12 km đầu tiên của ngoài khơi nhiệt đới của Úc. Thân dài 10 cm. Thức ăn của chúng gồm. Là loài đẻ trứng thay, con đực mang trứng ở túi ấp trứng nằm dưới đuôi.